# Relations entre la Mongolie et la Norvège
Les relations entre la Mongolie et la Norvège sont les relations extérieures entre la Mongolie et la Norvège.

## Histoire
Les relations diplomatiques entre la Mongolie et la Norvège ont été établies le 11 janvier 1968.